# فورت لودون (پنسیلوانیا)
فورت لودون (به انگلیسی: Fort Loudon) یک منطقهٔ مسکونی در ایالات متحده آمریکا است که در شهرستان فرانکلین، پنسیلوانیا واقع شده‌است. فورت لودون ۱۱٫۰ کیلومتر مربع مساحت و ۸۸۶ نفر جمعیت دارد و ۱۹۳٫۵۵ متر بالاتر از سطح دریا واقع شده‌است.